# والری لیخاچوف
والری لیخاچوف (روسی: Валерий Николаевич Лихачëв؛ زادهٔ ۵ دسامبر ۱۹۴۷) دوچرخه‌سوار اهل روسیه است.
وی در مسابقات کشوری و بین‌المللی در مجموع برندهٔ ۲ مدال طلا شده‌است.